# Ma Jian (scrittore)
Ma Jian (cinese semplificato: 马建; cinese tradizionale: 馬建; pinyin: Mǎ Jiàn; Wade-Giles: Ma Chien; Qingdao, 18 agosto 1953) è uno scrittore cinese.

## Biografia
Ma Jian è nato a Qingdao il 18 agosto 1953. Nel 1986 lasciò Pechino per Hong Kong, poco prima che le sue opere fossero bandite in Cina. In seguito alla restituzione di Hong Kong alla Repubblica Popolare Cinese, nel 1997 Ma Jian si è trasferito in Europa, prima in Germania e poi a Londra, nel 1999, dove vive tuttora con la sua compagna e traduttrice, Flora Drew e i loro figli.
Ma Jian è diventato famoso nel mondo con il libro Tira fuori la lingua. Storie dal Tibet, scritto nel 1987 e tradotto in lingua inglese nel 2006. Questo libro è un ritratto del Tibet diverso dal solito. Qui la cultura tibetana non è idealista, ma abbastanza severa e a volte inumana. Il libro è stato bandito in Cina come un libro volgare che diffama l'immagine dei nostri compatrioti tibetani, e ha costretto l'autore all'esilio dal suo paese. Nessuno dei suoi libri può circolare nella Repubblica Popolare. Ma Jian, però, torna abbastanza spesso, avendo ancora il passaporto di Hong Kong su cui non occorre nessun visto.
Pechino è in coma (2008) racconta la storia delle proteste di Piazza Tiananmen del 1989 dal punto di vista di Dai Wei, un partecipante agli eventi in coma da dieci anni a causa di un proiettile che l'ha colpito alla testa durante la violenza delle proteste. Il narratore in coma è una metafora dell'abilità di ricordare ma dell'impossibilità di agire. Il libro è stato accolto con entusiasmo dalla critica americana.

## Opere
- Tira fuori la lingua (亮出你的舌苔或空空荡荡) (1987), tradotto in inglese nel 2006. Bandito in Cina. - Feltrinelli, 2008. ISBN 978-88-07-70199-3
- Polvere Rossa (红尘) - Neri Pozza, 2002. ISBN 88-7305-832-9
- Spaghetti Cinesi (拉面者) (2004) - Feltrinelli, 2006. ISBN 978-88-07-70173-3
- Pechino è in coma (北京植物人) (2008) - Feltrinelli, 2009. ISBN 978-88-07-01787-2
- La via oscura - Feltrinelli, 2015. ISBN 978-88-07-03129-8